# Thaïs (hetaere)

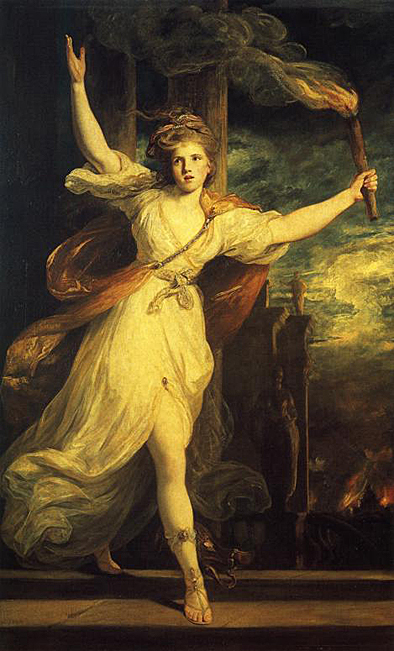
Thaïs steekt Persepolis in brand, schilderij van Joshua Reynolds.

Thaïs was een hetaere uit Athene. Ze vergezelde Alexander de Grote op zijn veldtocht in Perzië en zette hem in 330 v.Chr. aan om Persepolis in brand te steken als vergelding voor de brand van de Oude Athenatempel op de Akropolis van Athene in 480 v.Chr. gesticht door Xerxes.
Na de dood van Alexander kreeg ze met Ptolemaeus I Soter twee zonen Lagus en Leontiscus en een dochter Eirene.
Ptolemaeus was in 324 v.Chr. te Susa al getrouwd met Artakama maar verstootte haar na de dood van Alexander. Later trouwde Ptolemaeus met Eurydice en daarna met haar hofdame Berenice I.
Eirene trouwde met koning Eunostos van Soli. Lagus won een wagenkoers van de Lycaea, een arcadisch festival in 308/307 v.Chr. Leontiscus verbleef met zijn zuster in Cyprus en werd in 307 of 306 v.Chr. gevangengenomen door Demetrius Poliorcetes, maar nadien vrijgelaten en hij ging terug naar Ptolemaeus.
- Gemeinsame Normdatei: 119277700
- Virtual International Authority File: 3277208
- WorldCat: E39PBJhH3VPHPBTtQCYg9GPhHC